# 퓨전국악 퀸
퓨전국악 퀸은 대한민국의 국악 그룹이다. 2021년 정규 앨범 [rememebr 신민요]로 데뷔했다.

## 방송
- 조선판스타 (2021) - Top12(7위)

## 음반
- rememebr 신민요 (2021)

## 공연
- ［조선판스타］Hip Hot 뒤풀이 콘서트 - 퓨전국악그룹 퀸(Queen) (2021)